# Флаг Куско
Флаг Куско — официальный символ и флаг города Куско в Перу. Он представляет из себя радужный флаг, возможно являвшийся флагом Империи Инков.
Флаг с семью цветами радуги используется в Перу и Эквадоре как представляющий Империю Инков или территории населения инков. Он берёт своё начало в культуре инков, в которой он назывался випалой. Сегодня ежедневно и повсеместно в Куско можно видеть этот флаг: на государственных учреждениях и главной площади города.
По некоторым утверждениям, нет никаких достоверных источников, что инки использовали именно такой флаг в качестве своего вплоть до 1920-х годов; по другим источникам, радуга являлась одним из употребляемых символов Империи Инков. В 1534 году, во время вторжения и оккупации Куско, испанские конкистадоры столкнулись с множеством символов с семью цветами радуги у сопротивлявшихся им индейцев. Возникновение и использование этого символа возводят также к культуре Тиуанако с возрастом в более 2000 лет.
Порядок цветов на флаге таков:
- красный
- оранжевый
- жёлтый
- зелёный
- голубой
- синий
- фиолетовый

## Почитаемые инками животные
- Пума
- Андский кондор
- Змея